# Triad Years Act I
Triad Years Act I ~ The Very Best of The Yellow Monkey é uma compilação da banda japonesa The Yellow Monkey, lançada em 7 de dezembro de 1996.

## Desempenho comercial
Alcançou a segunda posição tanto na Oricon Albums Chart quanto na Billboard Japan. Por vender mais de 3 milhões de cópias, recebeu a maior certificação da RIAJ, tornando-se o disco mais vendido do grupo.

## Lista de faixas
Todas as faixas escritas e compostas por Kazuya Yoshii, exceto onde notado. 
| N.º            | Título                                                       | Música                          | Duração |  |
| 1.             | "Love Communication"                                         |                                 | 4:58    |  |
| 2.             | "Rock Star"                                                  |                                 | 4:02    |  |
| 3.             | "Love is Zoophilia"                                          | Hideaki Kikuchi e Kazuya Yoshii | 3:04    |  |
| 4.             | "Spark"                                                      |                                 | 4:11    |  |
| 5.             | "Nagekunari Waga Yoru no Fantasy" (嘆くなり我が夜のFantasy)  |                                 | 4:23    |  |
| 6.             | "Chelsea Girl"                                               |                                 | 2:56    |  |
| 7.             | "Father"                                                     |                                 | 5:01    |  |
| 8.             | "Yeah Yeah Cosmetic Love" (イエ・イエ・コスメティック・ラヴ) | Hideaki Kikuchi e Kazuya Yoshii | 3:24    |  |
| 9.             | "Subjective Late Show"                                       |                                 | 4:26    |  |
| 10.            | "Sekirara Go! Go! Go!" (赤裸々GO! GO! GO!)                   |                                 | 3:22    |  |
| 11.            | "Four Seasons"                                               |                                 | 4:50    |  |
| 12.            | "Suck of Life"                                               |                                 | 5:13    |  |
| 13.            | "Sora no Ao to Hontou no Kimochi" (空の青と本当の気持ち)     | Hideaki Kikuchi                 | 5:42    |  |
| 14.            | "Jam"                                                        |                                 | 5:19    |  |
| 15.            | "Avant-Garde de Ikouyo" (アバンギャルドで行こうよ)           |                                 | 4:38    |  |
| Duração total: | Duração total:                                               | Duração total:                  | 65:29   |  |

## Créditos
- Kazuya "Lovin" Yoshii (吉井和哉) – vocais, guitarra
- Hideaki "Emma" Kikuchi (菊地英昭) – guitarra, vocais de apoio
- Yoichi "Heesey" Hirose (廣瀬洋一) – baixo, vocais de apoio
- Eiji "Annie" Kikuchi (菊地英二) – bateria